# みんしる
みんしる（本名鄭民実、3月23日 - ）は、日本のディスクジョッキー・ラジオパーソナリティ・司会者・ナレーター。サンディに所属。

## 概要
神奈川県藤沢市出身のAB型。東海大学工学部卒業。1992年にFM横浜のインターナショナルDJコンテストで準優勝し、審査員の小林克也から評価される。
英語と朝鮮語そして日本語のトライリンガル。お母さんのワカメスープ（新潮社）の日本語訳を手掛けた。

## エピソード
カードの申し込みの際名前の読み仮名に「ミンシル」と書いたところ、折り返しの電話で「ミソシルさんいらっしゃいますか？」と言われ、憤慨して電話を切ったことがある。そのため、芸名は全て平仮名を使用している。

## 出演

### 現在の担当番組
- Asianbeat (Love FM) 日曜日19時00分 - 20時00分
- 韓タメ!DX（フジテレビ721）
- COSMO DISCOVERY EARTH (NACK5制作, bayfm, Fm yokohamaネット)
- event 80 Saturday (TOKYO FM) 2010年4月〜
- 大!天才てれびくん (NHK教育) 「ごちそう on the EARTH」ナレーション 2011年4月〜

### 過去の出演

#### ラジオ
- e-STATION（J-WAVE、2000年4月7日 - 2007年9月28日） - 渡辺祐とツインナビゲート
- Elan Vital 月曜日・火曜日（Love FM、2007年1月1日 - 9月25日）
- American Top 40（TOKYO FM）
- TOKIO LIFE（J-WAVE）
- RADIO-izm（FM-FUJI、1998年4月 - 2005年3月）
- Sound Swell, Digital Mosh!（スカイパーフェクTV!・スターデジオ、1997年9月 - 2000年3月）
- INTER-ACT QZ 水曜日・木曜日（FM-FUJI、1997年4月16日 - 1998年3月）
- HITS&HITS WEEKLY COUNTDOWN（FM-FUJI）
- VOICE OF ASIA（CROSS FM）
- ASIAN NEW STANDARD（Love FM）
- アイミー Stay With Me（ふくしまFM）
- アイミー Feel The Music（ふくしまFM）
- ラジカルモンスター 木曜日（静岡放送ラジオ、1995年4月 - 1997年3月）
- TOKYO SONIVO!（InterFM）
- J-WAVE HOLIDAY SPECIAL（J-WAVE、2003年10月13日）
- J-WAVE NEW YEAR SPECIAL（J-WAVE、2003年1月1日・2006年1月2日・2007年1月1日）
- J-WAVE 25（J-WAVE、2007年10月29日）
- BOOM TOWN（J-WAVE、2007年10月29日 - 11月2日など） - クリス智子の休暇によるピンチヒッター
- FUTURESCAPE（FMヨコハマ、2009年8月1日） - 柳井麻希の休暇によるピンチヒッター
- ネクスト K-POP'S（NHK-FM放送、2010年1月3日23時00分 - 1月4日1時00分） - 選曲も手掛けた

#### テレビ
- 電車男（フジテレビジョン） - 第8話24シーズン2でDJを演じている。
- 24 -TWENTY FOUR-（フォックス放送） - アメリカ合衆国で放送されたテレビドラマ。テレビレポーターなどの台詞を、日本語に吹き替えている。

#### 映画
ジーニアス・パーティ（STUDIO 4℃） - オムニバス形式のアニメーション映画。4作品目のドアチャイムに出演。